# Syrrhaptes tibetanus
La ganga tibetana (Syrrhaptes tibetanus) es una especie de ave de la familia Pteroclididae endémica del Tíbet y  Afganistán.

## Características
La ganga tibetana mide de 30-41 cm, teniendo la espalda color castaño claro. Tiene un cuerpo pequeño pero compacto y robusto, con la cabeza y cuello muy parecidos a los de la paloma. Las alas y la cola son largas. Tiene la cara anaranjada, pecho gris con rayas finas, vientre blanco y bajo las alas, color negro. Las últimas dos características la relaciona con la ganga de Pallas por las cuales su género Syrrhaptes se diferencia del género Pterocles, ambos de la misma familia. Tales características son que ésta ave tiene las patas emplumadas. La hembra tiene espalda más apagada y con más rayas que el macho, así como una cola más corta.

## Historia natural
Esta especie cría en la árida meseta pedregosa del Tíbet y partes vecinas de Asia central. Anida en el suelo, donde pone tres huevos color marrón claro con manchas. Es gregaria. Su vuelo es muy rápido; vuelan en grupos a los lugares donde hay agua al amanecer y al atardecer.